# Municipio de Fruitport
El municipio de Fruitport (en inglés: Fruitport Township) es un municipio ubicado en el condado de Muskegon en el estado estadounidense de Míchigan. En el año 2010 tenía una población de 13 598 habitantes y una densidad poblacional de 172,86 personas por km².

## Geografía
El municipio de Fruitport se encuentra ubicado en las coordenadas 43°9′2″N 86°8′19″O / 43.15056, -86.13861. Según la Oficina del Censo de los Estados Unidos, el municipio tiene una superficie total de 78.67 km², de la cual 77,65 km² corresponden a tierra firme y (1,29 %) 1,02 km² es agua.

## Demografía
Según el censo de 2010, había 13 598 personas residiendo en el municipio de Fruitport. La densidad de población era de 172,86 hab./km². De los 13 598 habitantes, el municipio de Fruitport estaba compuesto por el 94,71 % blancos, el 1,27 % eran afroamericanos, el 0,67 % eran amerindios, el 0,81 % eran asiáticos, el 0,87 % eran de otras razas y el 1,68 % eran de una mezcla de razas. Del total de la población el 3,15 % eran hispanos o latinos de cualquier raza.